# Mrčajevci
Mrčajevci (em cirílico: Мрчајевци) é uma vila da Sérvia localizada na cidade de Čačak, pertencente ao distrito de Moravica, na região de Pomoravlje. A sua população era de 2761 habitantes segundo o censo de 2011.

## Demografia
| 1948 | 1953 | 1961 | 1971 | 1981 | 1991 | 2002 | 2011 |
| ---- | ---- | ---- | ---- | ---- | ---- | ---- | ---- |
| 2777 | 2858 | 2941 | 3092 | 2968 | 2711 | 2676 | 2761 |